# Clarcona
Clarcona es un lugar designado por el censo ubicado en el condado de Orange en el estado estadounidense de Florida. En el Censo de 2010 tenía una población de 2990 habitantes y una densidad poblacional de 210,01 personas por km².

## Geografía
Clarcona se encuentra ubicado en las coordenadas 28°37′3″N 81°30′21″O / 28.61750, -81.50583. Según la Oficina del Censo de los Estados Unidos, Clarcona tiene una superficie total de 14.24 km², de la cual 13.16 km² corresponden a tierra firme y (7.59%) 1.08 km² es agua.

## Demografía
Según el censo de 2010, había 2990 personas residiendo en Clarcona. La densidad de población era de 210,01 hab./km². De los 2990 habitantes, Clarcona estaba compuesto por el 77.76% blancos, el 14.62% eran afroamericanos, el 0.8% eran amerindios, el 1.34% eran asiáticos, el 0.07% eran isleños del Pacífico, el 3.31% eran de otras razas y el 2.11% pertenecían a dos o más razas. Del total de la población el 10.7% eran hispanos o latinos de cualquier raza.